# Congresso dos Deputados (Espanha)
O Congresso dos Deputados (castelhano: Congreso de los Diputados) é a Câmara Baixa das Cortes Gerais de Espanha, o órgão constitucional que representa o povo espanhol. Reúne-se para sessões no Palácio das Cortes, situado na praça das Cortes de Madrid.

## Posição constitucional

### Natureza da câmara

#### Composição

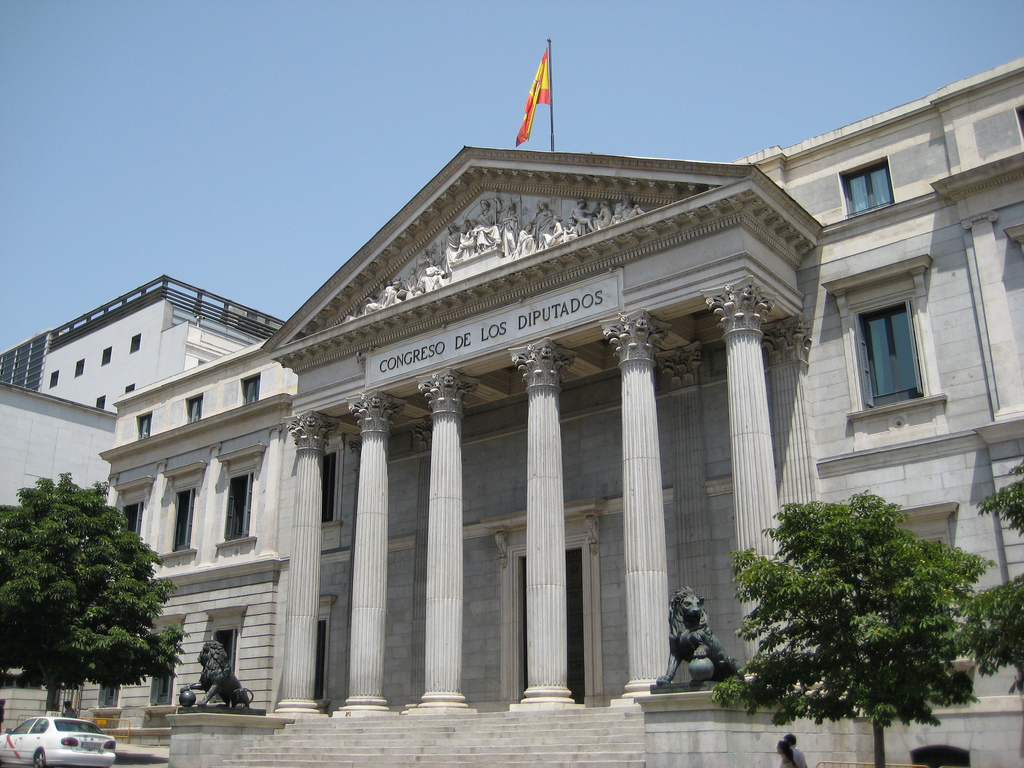
Fachada do palácio das Cortes, situado em Madrid.

A Constituição Espanhola estabelece no artigo 68.1 que o Congresso dos Deputados deve ser composto por um mínimo de 300 e um máximo de 400 deputados. O número atual é de 350 deputados por determinação da Lei Orgânica do Regime Eleitoral Geral, aprovada em 1985.

#### Sistema eleitoral
A Constituição estabelece que os deputados serão eleitos por sufrágio universal, livre, igual, direto e secreto, nos termos que estabeleça a lei (ou seja, os detalhes do processo eleitoral dever-se-ão desenvolver numa lei). Não obstante, o sistema político espanhol não obriga à vinculação entre os deputados eleitos em cada província (representantes) e os cidadãos da província (representados) durante o mandato. Para além disso os deputados serão eleitos por circunscrições eleitorais provinciais, ademais de Ceuta e Melilha. O ponto 3 do Artigo 68 indica que "A eleição verificar-se-á em cada circunscrição atendendo a critérios de representação proporcional".

Deputados por província nas eleições gerais de 2019.

A Lei Orgânica 5/1985 de 19 de junho do Regime Eleitoral Geral estabelece um mínimo de 3 % dos votos válidos na sua circunscrição (contam os votos em branco para o total, mas não contam os nulos) para que um partido possa ser considerado na repartição de mandatos dessa circunscrição. Este último ponto só tem aplicação real nas províncias que tenham assegurados pelo menos 24 deputados, condição que atualmente somente cumprem Madrid e Barcelona. Em todo o período democrático esta cláusula de exclusão apenas foi aplicada uma vez, em 1993 com o Centro Democrático e Social, que havia obtido 2,99 % de votos emitidos na província de Madrid e que lhe deveria ter correspondido um deputado caso houvesse uma estrita representação proporcional.
Em março de 2011 reformou-se a Lei Orgânica do Regime Eleitoral Geral de tal maneira que os partidos sem representação no Congresso e Senado devem recolher assinaturas dos eleitores que dão aval às suas candidaturas para se poderem apresentar às eleições gerais (Congresso e Senado), aparte dos requisitos gerais. Necessitam-se de 0,1 % de assinaturas do censo eleitoral de cada circunscrição. Cada cidadão apenas pode assinar para uma candidatura. A Junta Eleitoral determinará os detalhes da coleta das assinaturas.

#### Distribuição de mandatos
As eleições para as Cortes Gerais celebram-se a cada quatro anos, ou antes no caso de eleições antecipadas. Os membros do Congresso dos Deputados elegem-se mediante representação proporcional com listas fechadas em cada circunscrição eleitoral.
A circunscrição eleitoral do Congresso dos Deputados é a província. Segundo a lei eleitoral espanhola cada província tem garantido um mínimo de partida de dois mandatos. As cidades autónomas de Ceuta e Melilha têm um cada uma delas. Desta forma, ficam já distribuídos 102 mandatos. Os outros 248 deputados distribuem-se de forma proporcional à população de direito. Assim, há um fosso desde 2 deputados (Sória) até 36 (Madrid).
Após as eleições, distribuem-se os mandatos em cada província. Para esse reparte usa-se o sistema D'Hondt, que garante que nenhum candidato eleito haja obtido menos votos que um candidato não eleito nessa circunscrição. Para além disso, existe um limiar eleitoral de 3%, isto é, um partido necessita obter pelo menos 3% dos votos emitidos na província para participar na repartição de mandatos.

#### Críticas

Circunscrições infrarepresentadas (em vermelho) e sobrerepresentadas (em azul) nas eleições gerais de 2019.

Sob este sistema, as províncias pouco povoadas estão sobrerepresentadas porque se lhes atribuem mais mandatos que os que receberiam se os mandatos se repartissem estritamente em proporção à população de cada província. Do mesmo modo, as províncias muito povoadas estão infrarepresentadas.
O sistema também tende a favorecer os partidos políticos grandes. Apesar do uso de um sistema de representação proporcional, que em geral facilita o aparecimento de muitos pequenos partidos em vez de poucos grandes partidos, o sistema de eleição do Congresso dos Deputados favorece na prática a criação de um sistema bipartidarista. Isto se deve a várias razões:
- Devido à grande disparidade de população entre as províncias, e apesar de que as províncias pequenas estejam sobrerepresentadas, o número de deputados distribuídos por cada uma delas é pequeno e tende a ir para um dos dois principais partidos.
- O limiar eleitoral de 3% só atua nas províncias que elejam mais de 30 deputados, isto é Madrid e Barcelona. No resto das circunscrições, donde se distribuem menos mandatos, a barreira real para entrar no Congresso é significativamente maior. Por exemplo, a barreira efetiva nas províncias com 3 mandatos é de 25%.
- O número médio de mandatos por circunscrição é um dos mais baixos da Europa, devido ao grande número de províncias espanholas. Isto faz com que seja grande o número de votos inúteis (votos que não podem afetar o resultado porque foram emitidos para algum partido pequeno que não consegue superar a barreira efetiva na província).
- O sistema D'Hont que se utiliza para distribuir os mandatos favorece ligeiramente os grandes partidos, comparado com outros sistemas de representação proporcional como o método de Sainte-Laguë ou outros métodos do resto maior. Contudo a influência do sistema D'Hont na bipolarização do sistema eleitoral é bastante limitada.

#### Mandato
O mandato dos Deputados termina quatro anos depois da sua eleição ou no dia da dissolução da Câmara, que pode ter lugar conjunta ou separadamente da dissolução do Senado; o direito de dissolução corresponde ao rei de Espanha, que o exerce a pedido do presidente do Governo, após deliberação do Conselho de Ministros, e sob a exclusiva responsabilidade deste. Também se dissolve a câmara de forma automática no caso de legislatura falhada, dois meses depois de uma sessão de investidura falhada, sendo que neste caso o Rei dissolve a câmara com o referendo do Presidente do Congresso. Durante o seu mandato os Deputados contam com uma série de garantias e privilégios para a realização das suas funções conforme se estabelece no Artigo 71 da Constituição.

### Órgãos do Congresso
Em exercício da autonomia que a Constituição reconhece ao Congresso dos Deputados, a Câmara rege-se por leis estabelecidas pela mesma em 1982 e que configura uma série de órgãos de governo para exercer as competências correspondentes.

#### Órgãos de trabalho

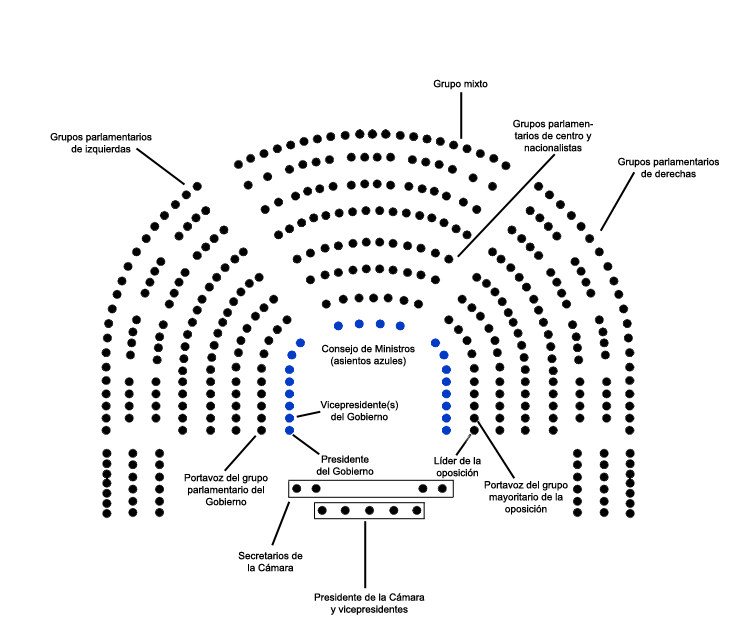
Distribuição de assentos no Congresso dos Deputados e localização da Mesa, do Governo e dos grupos parlamentares, durante um governo de esquerda.

- Distribuição de assentos no Congresso dos Deputados e localização da Mesa, do Governo e dos grupos parlamentares, durante um governo de esquerda.O Pleno, é o órgão de trabalho funcional, através do qual a câmara exerce a sua vontade. É a reunião de todos os membros da câmara validamente constituída quando estejam presentes metade mais um dos seus membros. Este órgão representa a unidade da câmara e funciona através das sessões plenárias, e podem ser de dois tipos, ordinárias e extraordinárias.
  - Sessões ordinárias, são todas as realizadas nos períodos de sessões, de setembro a dezembro, e de fevereiro a junho, convocadas através de um calendário já prefixado.
  - Sessões extraordinárias, são as convocadas a pedido do Presidente do governo, da deputação permanente, ou da maioria absoluta dos membros da câmara. Apresentar-se-á uma ordem do dia determinada e a sessão encerrar-se-á quando se trate de todos os pontos da ordem do dia.
- As Comissões, compostas por um número proporcional de deputados em função da importância numérica dos diversos Grupos Parlamentares, e que podem ser de dois tipos: Permanentes e Não Permanentes; no caso das Comissões permanentes, o Pleno do Congresso pode conferir-lhes competência legislativa plena em relação a um assunto, com o que poderão aprovar ou rejeitar definitivamente o projeto de lei em questão; no caso das Comissões não permanentes são aquelas criadas com um propósito específico e cuja temática e duração estão fixadas de antemão pelo Pleno.
- A Deputação Permanente, composta por um número proporcional de deputados em função da importância numérica dos diversos Grupos Parlamentares. Deve estar composta por mínimo de 21 membros (artigo 78 da Constituição). É o órgão que vela pelos poderes da Câmara entre os períodos de sessões ou quando o seu mandato terminou por expiração ou dissolução. A Deputação Permanente será presidida pelo presidente do Congresso.
- O Grupo Parlamentar, os membros das câmaras unem-se em função da sua afinidade ideológica ou pertença a um mesmo partido político, o mínimo é de 15 deputados, contudo poder-se-á formar um grupo parlamentar com formações políticas com um número não inferior a 5 deputados desde que represente 15% dos votos emitidos na circunscrição a que se tenham apresentado ou 5% do total nacional.

#### Órgãos de direção e administração
O presidente
Ostenta a representação da Câmara e que é eleito pelo Pleno para a totalidade da legislatura. Preside a todos os demais órgãos colegiados do Congresso e às reuniões conjuntas de ambas as Câmaras das Cortes Gerais.
A Mesa do Congresso
Integrada pelo Presidente, quatro vice-presidentes e quatro secretários eleitos pelo Pleno em função da importância numérica dos diversos grupos parlamentares, cuja função primordial é reger e ordenar o trabalho de todo o Congresso, sendo o órgão de governo interno.
A Junta de Porta-vozes
Integrada pelo presidente e o porta-voz de cada um dos Grupos Parlamentares, para além de um membro do Governo e outro da Mesa do Congresso, e o pessoal técnico necessário. A sua função principal é fixar a ordem do dia das sessões do Pleno.

### Funções da Câmara

Escudo do Congresso dos Deputados de Espanha.

O Congresso dos Diputados tem atribuído pela Constituição o exercício dumas determinadas funções, que podem ter um caráter concorrente, dirimente ou exclusivo:
- Exerce em concorrência com o Senado a representação do povo espanhol, a potestade legislativa, a função orçamental e o controlo da ação do Governo.
- Exerce com caráter dirimente a potestade legislativa, nos casos em que o Senado introduza emendas ou se oponha com o seu veto a qualquer projeto ou proposição de Lei, devendo nestes casos reafirmar o projeto inicial a fim de que possa ser enviado ao Rei para a sua sanção, podendo fazê-lo por maioria absoluta após o seu reenvio pelo Senado ou por maioria simples dois meses depois do dito reenvio.
- Exerce com exclusividade as funções de outorgamento e retirada da confiança no Governo, de proposta ao Rei da nomeação de 4 Magistrados do Tribunal Constitucional e de proposta ao Rei de nomeação de 6 Vogais do Conselho Geral do Poder Judicial.

#### Função política
O Congresso dos Deputados aceita o rejeita o Presidente do Governo, proposto pelo Rei, em primeira votação por maioria absoluta e transcorridas quarenta e oito horas por maioria simples.
Também controla a ação do Governo mediante interpelações e perguntas, que qualquer dos seus membros pode colocar ao Governo e que podem dar origem a uma moção na qual a Câmara manifeste a sua posição, assim como adotando uma moção de censura ou rejeitando uma moção de confiança que lhe possa colocar o Governo, que em ambos os casos se verá obrigado a demitir se a Câmara vota desfavoravelmente.
- As interpelações e perguntas aos membros do Governo, no Pleno ou em Comissão; as proposições não de lei, as moções e as resoluções que, ao ser aprovadas, obrigam o Governo.
- A moção de censura, que é aquela que pode colocar uma décima parte dos deputados e que em caso de ser aprovada supõe a retirada da confiança da Câmara no Governo; a moção deve incluir o nome de um candidato à Presidência do Governo, e em caso de ser adotada, o que unicamente pode ter lugar pelo voto favorável da maioria absoluta da Câmara, aquele entender-se-á investido e o Rei procederá a nomeá-lo Presidente.
- A moção de confiança, que é aquela na qual o Presidente do Governo submete ao Pleno do Congresso para comprovar o apoio que lhe oferece a Câmara ante uma iniciativa ou uma moção de política geral; no caso de rejeição pelo Pleno, o Governo deverá apresentar a sua demissão ao Rei.
- O Debate sobre o Estado da Nação: não está reconhecido na Constituição nem pelos regulamentos parlamentares, mas consolidou-se pela prática (trata-se de um debate similar ao Debate sobre o Estado da União dos Estados Unidos). É a explicação por parte do Presidente do Governo da política geral, o governo determina o momento em que surge.

Depois de intervir o Presidente intervêm os porta-vozes dos grupos parlamentares começando pelo grupo maioritário da oposição e terminando pelo grupo misto, dependendo da duração da intervenção do número de deputados.

#### Função Legislativa

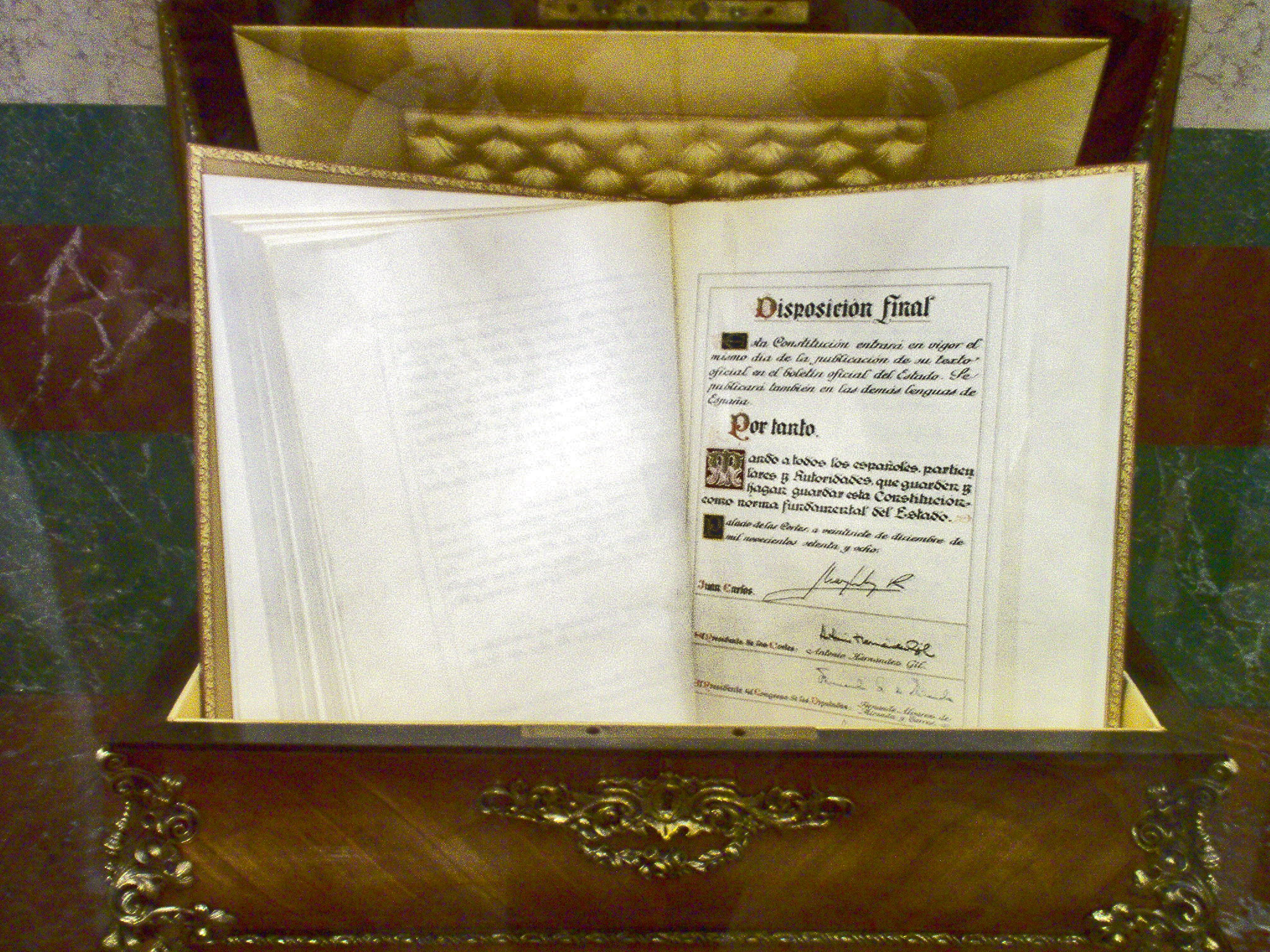
Exemplar da Constituição conservado no Congresso dos Deputados.

O Congresso dos Deputados tem a iniciativa legislativa, junto com o Senado e com o Governo (o qual exerce a potestade legislativa de maneira indireta, e a diferença é que as leis do Governo impulsam-se mediante um Projeto de Lei). Ademais pode receber proposições de Lei remetidas pelas Assembleias Legislativas das Comunidades Autónomas ou por 500 000 cidadãos maiores de idade.
O Congresso tramita projetos de Lei, isto é, iniciativas remetidas pelo Governo, e proposições de Lei, ou seja, iniciativas remetidas pelo Senado ou originadas no próprio Congresso. Em todos os casos pode introduzir emendas nos respetivos textos.
Ademais, o Congresso ratifica ou rejeita as emendas introduzidas nos projetos e proposições de Lei e aceita ou levanta o veto oposto pelo Senado, em ambos os casos imediatamente por maioria absoluta ou transcorridos dois meses por maioria simples. Não obstante a aprovação de projetos e proposições de Lei Orgânica requere sempre o voto favorável da maioria absoluta do Congresso dos Deputados.

## Sede

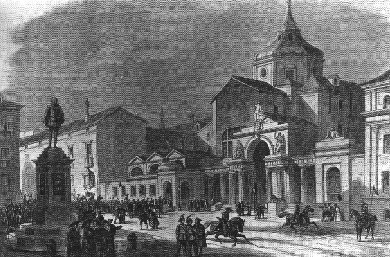
Antigo Convento do Espírito Santo (1843), situado no solar que hoje ocupa o Palácio das Cortes.

O Palácio das Cortes é o edifício que alberga o Congresso dos Deputados. Está situado entre a Calle Zorrilla e a Carrera de San Jerónimo, a escassa distância do Paseo del Prado, em Madrid. É um dos edifícios emblemáticos de Madrid do século XIX, de estilo Neoclássico.

## História

### Antecedentes

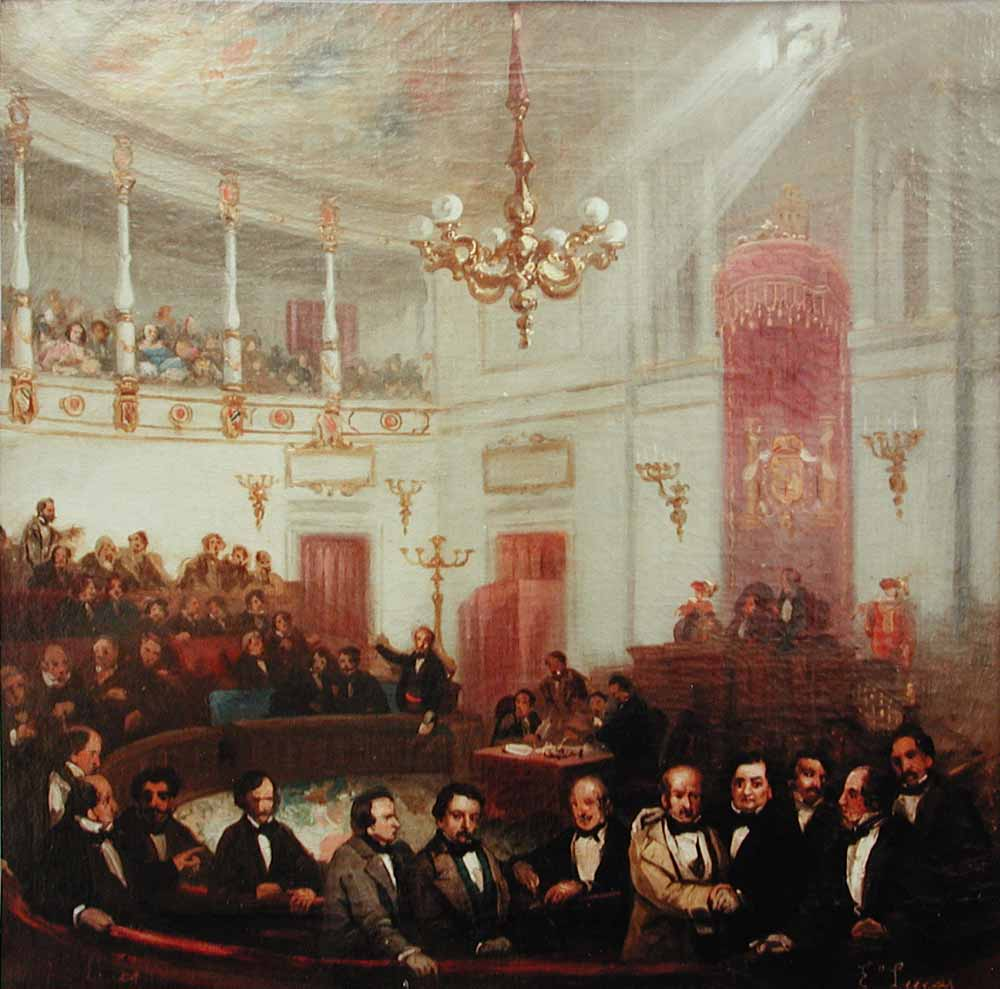
Cena parlamentar do Congresso dos Deputados em meados do século XIX pelo pintor Eugenio Lucas Velázquez.

O Congresso dos Deputados tem o seu antecedente mais remoto no Estatuto Real de 1834, outorgado pela rainha Maria Cristina, regente durante a menoridade de Isabel II, e que estabeleceu pela primeira vez em Espanha a configuração bicameral das Cortes, ao dividi-las em dois Estatamentos: o de Próceres do Reino e o de Procuradores do Reino.
O Estatamento de Procuradores do Reino tinha caráter eletivo e uma composição que correspondia nitidamente à representação das Cidades e Burgos  com direito de voto nas cortes do Antigo Regime.
Na Constituição de 1837, aprovada como consequência do Motim da Granja de Santo Ildefonso que forçou a rainha regente a sancioná-la, recorreu-se pela primeira vez à denominação de "Congresso dos Deputados" para a Câmara Baixa das Cortes Gerais.
Nas sucessivas Constituições de 1845, 1856, 1869 e 1876 preservou-se a configuração do Congresso dos Deputados como uma Câmara de representação popular, que em alguns casos teve atribuída preeminência sobre o Senado em matéria de forças armadas, crédito público e controle político aos membros do Governo.

## Congresso da XIV Legislatura
A XIV legislatura de Espanha começou em 3 de dezembro de 2019 quando se constituíram as Cortes Gerais.

### Resultados das eleições

Mapa com os resultados por província.

Nas eleições gerais de 2019 o  Partido Socialista Operário Espanhol obteve uma maioria simples de 120 cadeiras (3 a menos que nas eleições falidas de abril de 2019). Seguidamente, se situaram o Partido Popular com 88 cadeiras (22 cadeiras a mais que abril), o partido de extrema-direita, Vox, que conseguiu obter 52 cadeiras (28 a mais que abril), a coligação Unidas Podemos, que agrupa o Podemos e a Esquerda Unida entre outros, com 35 assentos (7 a menos que a legislatura anterior) e o partido independentista catalão Esquerda Republicana Catalana - ERC com 13 deputados (2 a menos que abril). Após a investidura frustrada de abril, os Cidadãos, que tinha conseguido 57 mandatos nas eleições de abril, perdeu 47 assentos, ficando com apenas 10 deputados. Por detrás destes ficaram os partidos e coligações de âmbito autonômico; Juntos pela Catalunha - JxCat ficou com 8 assentos, Partido Nacionalista Basco teve 7 cadeiras, Euskal Herria Bildu ficou 5. Ao final, Mais País, Coligação Canária, Coligação de Navarra Soma-  NA+ e Candidatura de Unidade Popular - CUP obtiveram 2 cadeiras, cada uma, e Compromís, Bloco Nacionalista Galego - BNG, Teruel Existe e Partido Regionalista de Cantábria conseguiram, cada um, 1 parlamentar. 

### Órgãos
| Cargo                    | Titular                          | Lista          |
| Presidente               | Meritxell Batet Lamaña           | PSC            |
| Primeiro Vice-presidente | Alfonso Rodríguez Gómez de Celis | PSOE           |
| Segundo Vice-Presidente  | Ana Pastor                       | PP             |
| Terceiro Vice-presidente | María Gloria Elizo Serrano       | Unidas Podemos |
| Quarto Vice-presidente   | Ignacio Gil Lázaro               | Vox            |
| Primeiro Secretário      | Gerardo Pisarello Prados         | En Comú        |
| Segundo Secretário       | Sofía Hernanz Costa              | PSOE           |
| Terceiro Secretário      | Javier Sánchez Serna             | Unidas Podemos |
| Quarto Secretário        | Adolfo Suárez Illana             | PP             |

### Grupos parlamentares
Na XIII legislatura apresentaram-se ante a Mesa do Congresso um total de oito petições de registo de grupos parlamentares. Sete delas foram aprovadas: os grupos Socialista, Popular, Cidadãos, Unidas Podemos, Vox, Republicano e Basco. Por outro lado, o grupo Juntxs pela Cantalunha tentou formar grupo próprio, mas lhes foi negado por não cumprir com as condições necessárias estipuladas pelo regulamento do Congresso de Deputados, assim que seus 7 deputados se uniram ao Grupo Misto junto com os 4 parlamentares de EH Bildu, os 2 deputados da Coligação Canária e os 2 da União do Povo Navarro e os únicos deputados de Compromís e PRC.

## Salários e gastos
Em 2011, os 350 deputados auferem um salário base de 43 771 euros brutos por ano. A este salário adiciona-se um extra para suportar os gastos de alojamento e manutenção, livre de impostos, que ascende a 11 755 euros por ano para cada um dos 36 deputados de Madrid, e de 24 650 euros para cada um dos 315 deputados restantes. A este soma-se um Cartão Táxi (Tarjeta Taxi) de um máximo de 3000 euros por ano, e a possibilidade de viajar gratuitamente de forma ilimitada em primeira classe no comboio (ou trem), barco ou avião, sem que se torne pública a relação das deslocações, o motivo ou o montante. Também recebem jornas (senhas de presença diárias) auferidas por deslocação de 120 euros por dia dentro do território nacional e de 150 euros por dia para viagens ao estrangeiro, também livres de impostos. Adicionalmente, auferem retribuições complementares pelo desempenho de cargos nas comissões parlamentares, o que oferece um  montante médio de 15 984 euros líquidos por ano em média para cada um dos 350 deputados.
Em resumo, os parlamentares declaram à Fazenda pelos 43 771 euros de saldo base, enquanto que o resto das suas retribuições, mais de metade, não é tributa. Não é obrigatória a transparência na sua folha de pagamentos.
Os deputados espanhóis podem optar pela pensão de reforma havendo servido durante sete anos no Parlamento, e aposentar-se com a pensão máxima quotizando durante doze anos —o resto dos quotizantes necessitam 15 a 35 anos, respectivamente—. Estas medidas foram aprovadas para que os parlamentares exilados durante o franquismo optassem por uma pensão pública ao regressar a Espanha.[carece de fontes?]